# Двадцать франков «Баярд»
Двадцать франков «Баярд» — французская банкнота, выпущенная Банком Франции, эскиз которой разработан 1 июля 1916 года и выпускалась Банком Франции с 1 октября 1917 года до июня 1930 года. В 1939 году её заменила банкнота двадцать франков Работа и наука.

## История
В первоначальном варианте на банкноте был помещён портрет Максимильена де Бетюна, герцога Сюлли, министра Генриха IV, но после вступления в Первую мировую войну, в августе 1914 года, правительство решило поместить на банкноту портрет Пьера Террайля де Баярда, прозванного «рыцарем без страха и упрёка».
Банкнота очень похожа на банкноту десять франков Минерва, её выпуск был прекращён в 1920 году, изъята из обращения в июне 1930 года и перестаёт быть законным платежным средством с 31 декабря 1933 года.

## Описание

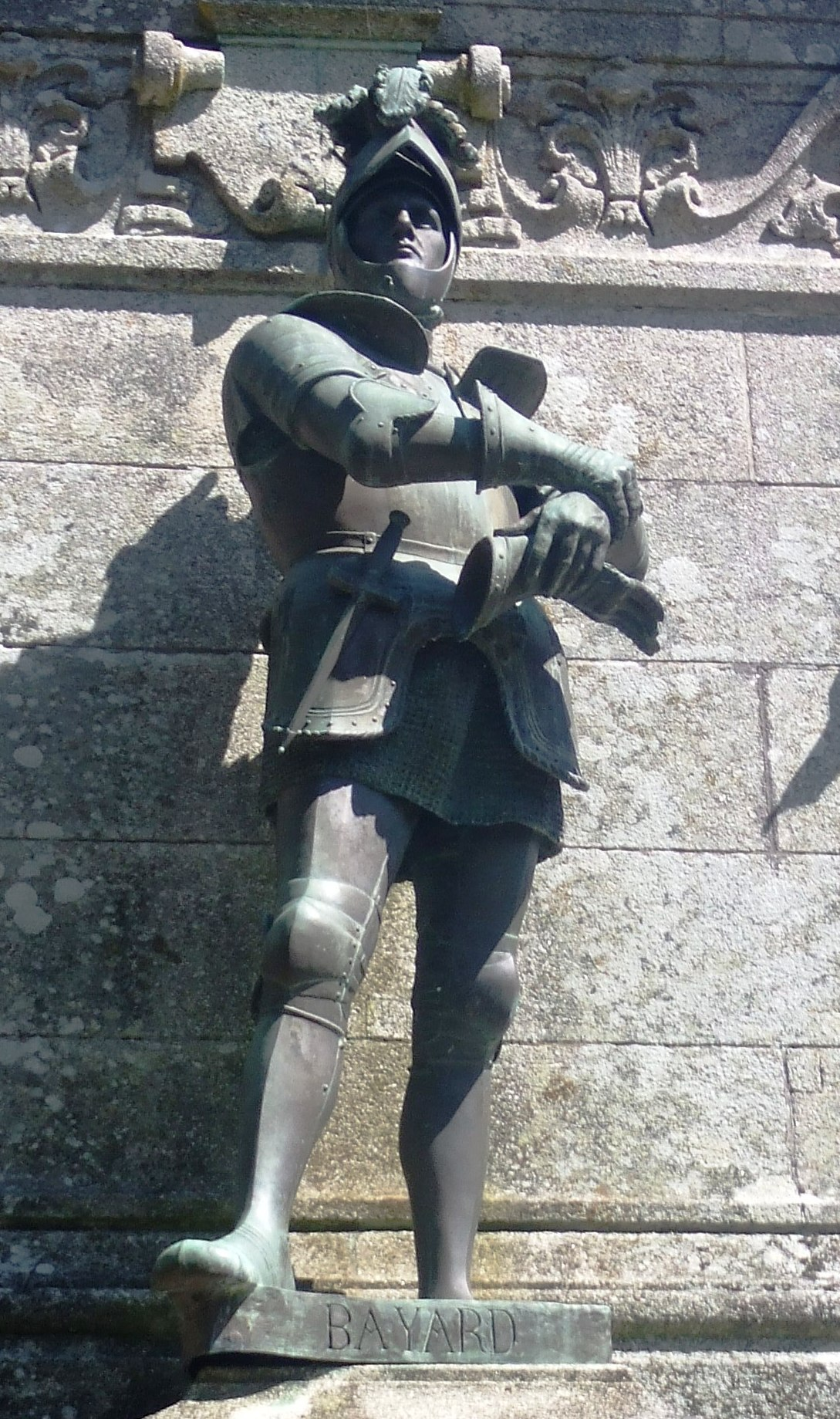
Памятник Баярду в городке Sainte-Anne-d’Auray, в Бретани

Автором банкноты стал Жорж Дюваль (ум. 1915), бывший автором банкнот: пять франков Зодиак и пять франков Фиолетовая. Основой для аверса послужил медальон с портретом Баярда находящийся в Национальной библиотеке Франции. На реверсе, изображён крестьянин с косой. Водяной знак — голова Баярда.
Гравёром банкноты был итальянец Романьоль. Фоновый цвет банкноты — сине-зеленый. Размеры банкноты 161 мм х 96 мм.